# Oskars Melbārdis
Oskars Melbārdis, född den 16 februari 1988 i Valmiera, Lettiska SSR, är en lettisk bobåkare.
Han tog OS-silver i herrarnas fyrmanna i samband med de olympiska bobtävlingarna 2014 i Sotji.